# Eublemma admota
Eublemma admota is een vlinder van de familie van de spinneruilen (Erebidae). De wetenschappelijke naam van deze soort is voor het eerst voorgesteld als Acontia admota door Rudolf Felder & Alois Friedrich Rogenhofer in een publicatie uit 1875.

## Verspreiding
De soort komt voor in Gambia, Eritrea, Ethiopië, Somalië, Sierra Leone, Ghana, Oeganda, Kenia, Tanzania, Mozambique, Namibië, Botswana, Zimbabwe, Zuid-Afrika, Madagaskar, Oman en Jemen.

## Waardplanten
De rups leeft op Solanum melongena en Solanum rubetorum (Solanaceae).